# Mandaloriani

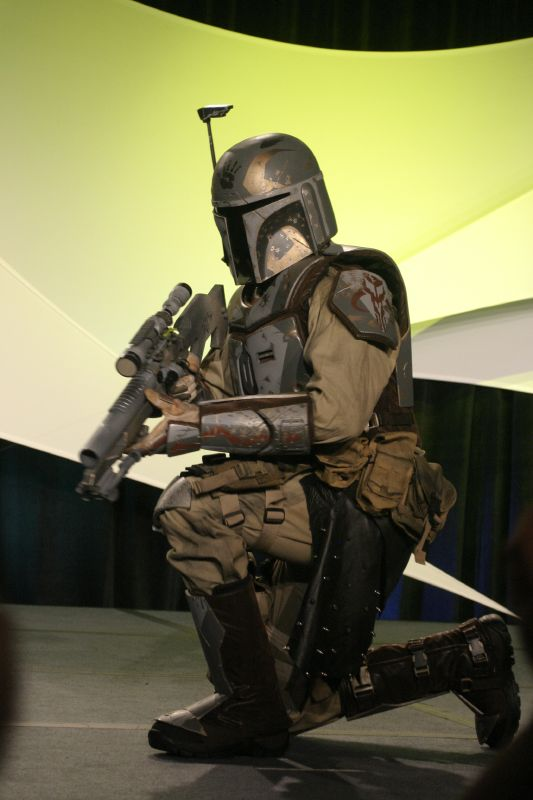
Kostým mandaloriana

Mandaloriani (anglicky Mandalorians) jsou fiktivním řádem válečníků ze světa Star Wars, který se skládá z různých klanů, jejichž členové pocházejí od různých ras. Převažují však spíše příslušníci lidské rasy. Mandalorianům vládne jediný vládce s titulem Mandalore nebo Mand'alor. Kulturně a historicky se Mandaloriani považují za potomky prastaré vyhynulé rasy Taungů.

## Historie
V dávných dobách ještě před vznikem Republiky byly po válkách s lidmi taungské (později mandalorianské) kmeny vyhnány z Coruscantu a usadily se ve vnějším pásu galaxie na planetě Roon. Zde byly v letech 24 000 BBY sjednoceny pod jediného vládce, jehož jméno se stalo tradiční pro všechny jeho nástupce: Mandalore První. Pod jeho velením si Taungové postupně vybudovali pověst těch nejlepších bojovníků, jaké může vnější pás nabídnout. Známí byli svou neúprosnou taktikou, velmi přísné vojenské disciplíně prezentované v Mandalorově kodexu cti, a nošením speciálního mandalorianského brnění.
V roce 7 000 BBY opustili Taungové Roon a jednotlivé klany obsadily několik okolních světů ve svém sektoru a z první dobyté planety udělaly svou metropoli Mandalore (mandaloriansky: Manda'yaim, Domov Mandalora). Na počest zesnulého Mandalora Prvního si Taungové začali říkat Mandaloriani (mandaloriansky: Mando'ade, „Synové a dcery Mandalora“. Jejich vůdce se nazýval Mandalore (mandalorinsky: Mand'alor, Jediný vůdce), který je tradičně chápán jako sjednotitel celého národa, a stát se jím může jedině ten, kdo získá Mandalorovu helmu.
Po roce 4 000 BBY začal být Mandalorianům jejich sektor malý a začali se zaplétat více do celogalaktického dění. Přesunuli tajně své křižáky do centra galaxie a napadli svět Empress Teta. Jejich činy přilákaly pozornost Ulica Qel-Dromy a jeho sithského mistra Exara Kuna. Mandalore Nezdolný se pokusil s Ulicem Qel-Dromou bojovat, ale byl poražen a musel se oběma Sithům upsat ke spolupráci. Mandaloriani jim tedy pomáhali v jejich válce proti Republice pleněním světů až do roku 3 996 BBY, kdy byli poraženi při bitvě o Onderon. Onderonci totiž úspěšně a včas kontaktovali Republiku, která přispěchala na pomoc. Mandalore Nezdolný přikázal své decimované armádě stáhnout se na měsíc Dxun, sám byl při přistávacím manévru sestřelen republikovým letectvem a v džungli zahynul. Jeden z jeho podřízených se ho pokusil najít, ale mohl už jen zvednout jeho helmu a sám se prohlásit Mandalorem – Mandalore Ultimátní.
Na něj čekal velký úkol. Jelikož původní Taungové pomalu vymírali, musel naverbovat nové vojáky a dvacet let trvalo, než vybudoval novou armádu. Mandalore Ultimátní byl hnán vidinou pomsty Republice za ostudnou porážku na Onderonu. Když byla dokončena obnova armády, pokřtěná jako Mandalorianští neo-křižáci, brutální desetiletou kampaní zotročil nebo vyhladil mnoho světů vnějšího pásu, jež nebyly součástí Republiky a v roce 3 963 BBY zahájil masivní útok na Republiku, čímž započal Mandalorianské války. Mandoloriani ve válce vítězili, ale plány jim překazili mladí rytíři Jedi Revan a Malak, kteří pozvedli republikovou válečnickou úroveň a během dvou let vytlačili Mandaloriany za hranice Republiky. Revanova taktika byla nekompromisní a mezi Mandaloriany obávaná i obdivována. Nakonec značnou část mandalorianské flotily nalákal na zapovězený svět Malachor V, kde ji nechal Revan zničit generátorem temné hmoty. Mandalore Ultimátní byl Revanem popraven, ale stihl mu prozradit skutečný důvod, proč na Republiku zaútočil. Poté Revan zabavil a uschoval Mandalorovu masku, aby si nemohli přeživší Mandaloriani zvolit nástupce, a poslal je všechny do vyhnanství.
Mandaloriani nakonec nového vůdce našli v Canderousu Ordovi, který spolupracoval s Revanem zbaveného paměti v Jedijské občanské válce. Poté, co Revan nabral více vzpomínek ze své minulosti, se s Canderousem vydal hledat místo, kam ukryl Mandalorovu masku. Jakmile ji našli, svěřil mu ji s tím, že musí znovu sjednotit rozbité klany. Tak se z Canderouse stal Mandalore Ochránce. Povedlo se mu obnovit činnost mandalorianské základny na Dxunu a asistoval Vypovězené rytířce Jedi s průzkumem Onderonu a záchranou královny Talie Kiry. Mandaloriani sehráli důležitou úlohu při bitvě o Telos IV, kde se postavili proti zrůdě z Malachoru V Darth Nihilusovi a spolu s Vypovězenou vyhodili jeho loď Ravager do vzduchu.
Po Canderousově smrti se Mandaloriani zřejmě zase rozpadli, ale v roce 3 661 BBY je znovu sjednotil Mandalore Menší, jenž byl ovšem nastrčenou figurkou pravých Sithů. S Mandalorianskou armádou pomáhal Sithům s blokádou důležitých obchodních cest naprosto proti přesvědčení, jež zastával Canderous a jeho následovníci. Jeden z mladých válečníků jménem Artus jednou ranou zabil Mandalora Menšího a sám se prohlásil Mandalorem Právoplatným a nařídil potichu podpořit Republiku, aby dostál odkazu Mandalora Ochránce, ale aby dostal štědře zaplaceno od Sithů.

## Jazyk Mando'a
Jedná se o vykonstruovaný jazyk